# Kubla Khan

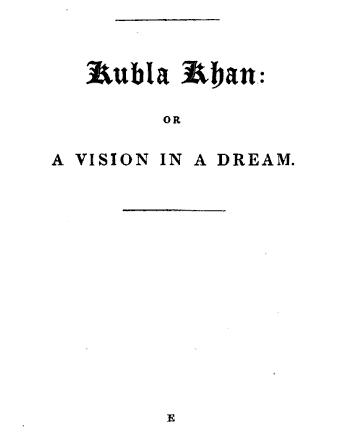
Kubla Khan

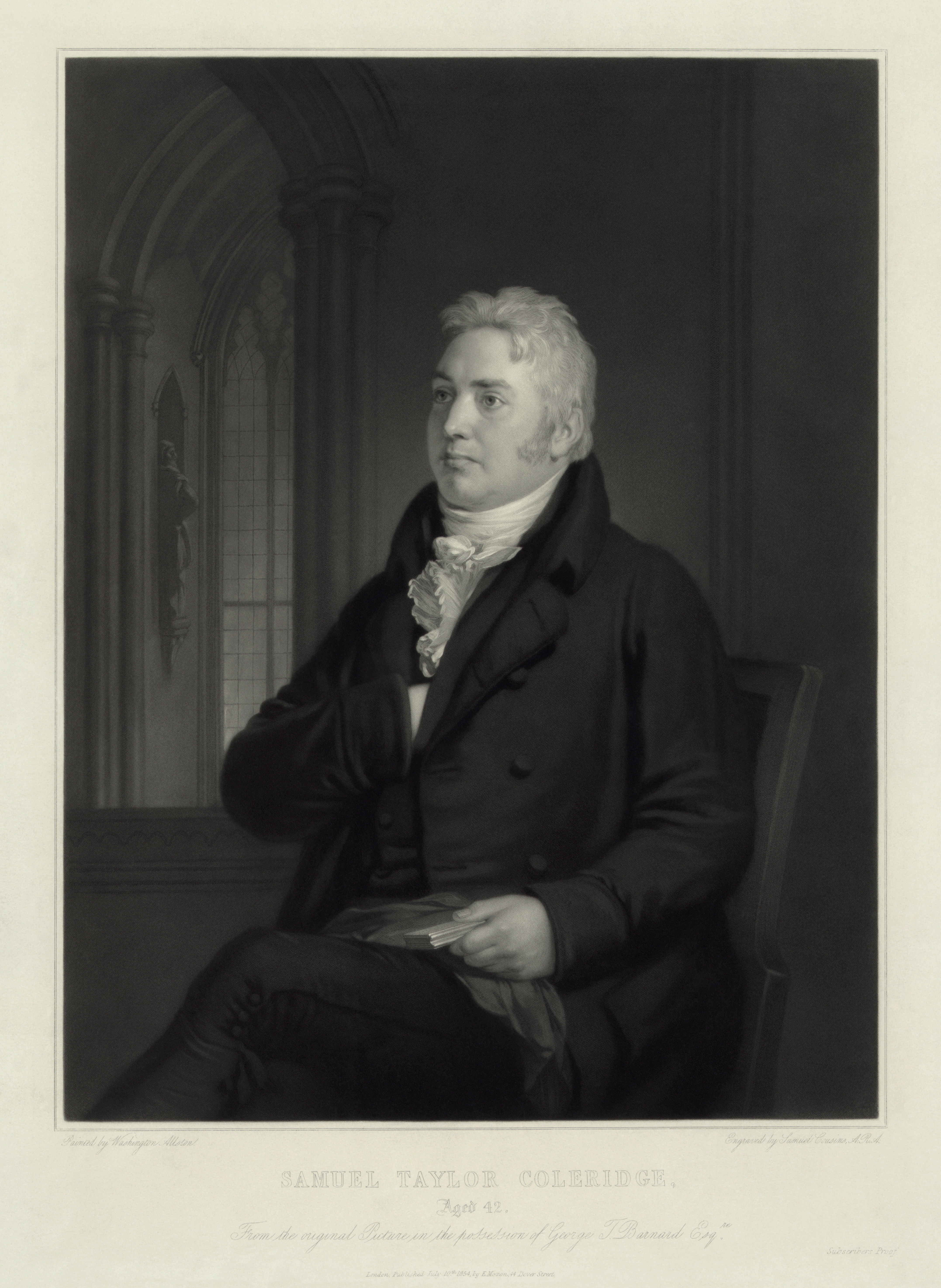
Coleridge (1814)

"Kubla Khan" és un poema de Samuel Taylor Coleridge acabat al 1797 i publicat en Christabel, Kubla Khan i Els dolors del somni el 1816.
Segons el prefaci de Coleridge, el va concebre en un somni, sota la influència de l'opi i després de llegir una biografia del Gran Kan de l'Imperi mongol Kublai Khan. En despertar, començà a escriure els 300 versos somiats fins que l'interrompé un visitant de Porlock. Una hora després el visitant se n'anà però Coleridge només arribà a escriure uns darrers versos abans d'oblidar-ne els restants. Siga o no cert, el més probable és que el poema, «cinquanta i escaig versos rimats i irregulars, de prosòdia exquisida» com el definí Jorge Luis Borges en l'assaig El somni de Coleridge, el componguera a la tardor de 1797, però romangué inèdit fins a 1816 quan, gràcies a George Gordon Byron, es feu públic.
Considerat una de les principals expressions del romanticisme, el poema és diferent en estil i forma a altres poemes de Coleridge. Tot i que Kubla Khan se subtitula un "fragment", manca dels aspectes fragmentaris d'altres poemes de Coleridge. El seu caràcter incomplet representa els aspectes del procés creatiu mitjançant la forma i el missatge.
La primera estrofa del poema descriu la cúpula de plaer construïda per Khan a la capital Xanadú al costat d'un riu sagrat, l'Alfeu, que alimentava una magnífica font i corre «per coves immensurables, cap avall, cap a una mar sense sol». La segona estrofa del poema és la resposta del narrador a la embriagadora cançó d'una jove d'Abissínia, que el deixa incapaç de seguir la seua inspiració tret que pogués sentir-la una volta més.
El palau, «un miracle de rar disseny, una assolellada mansió de plaer amb coves de gel», és tancat per muralles circulars: la imatge del cercle —que denota perfecció— es repeteix al llarg del poema, que és en el fons una glorificació de la creació natural en contrast amb la creació humana.
Borges remarca una altra simetria en la creació: en una pàgina del «Compendi d'històries de Rashid el-Din, que data del s. XIV» es llegia que «"A l'est de Shang-el teu, Kublai Khan edificà un palau, segons un plànol que havia vist en un somni i que guardava en la memòria.» Així, «Un emperador mongol, al s. XIII, somia un palau i l'edifica segons la visió; al s. XVIII, un poeta anglés que no podia conéixer que aquesta edificació provenia d'un somni, somia un poema sobre el palau.»
La crítica moderna, amb algunes excepcions, veuen en "Kubla Khan" un dels tres grans poemes de Coleridge, junt amb La balada del vell mariner i Christabel. Alguns crítics argumenten que és únic en la poesia de llengua anglesa; altres, però, afirmen que està sobreestimat. No és el cas dels coetanis de Coleridge, que en la seua majoria denunciaren el poema o qüestionaren les declaracions de Coleridge sobre el seu origen, però Kubla Khan es publicà perquè molts dels seus amics consideraven, després de llegir-los-el l'autor, que el poema era meravellós. No va ser fins a anys més tard quan els crítics començaren a admirar-lo obertament.